# Guénin
Guénin é uma comuna francesa na região administrativa da Bretanha, no departamento Morbihan. Estende-se por uma área de 28,81 km². Em 2010 a comuna tinha 1 832 habitantes (densidade: 63,6 hab./km²).